# Onthophagus medvedevi
Onthophagus medvedevi é uma espécie de inseto do género Onthophagus, família Scarabaeidae, ordem Coleoptera.

## História
Foi descrita cientificamente por Kabakov em 1982.